# Andreas Steinmetz
Andreas Steinmetz (* 12. Mai 1899 in Forchheim; † 21. Februar 1971 ebenda) war ein deutscher Buchbinder und Kommunalpolitiker.

## Herkunft und frühe Jahre
Seine Eltern Johann Nepomuk Steinmetz und Margarete, geb. Zirkel aus Ampferbach, wohnten in ihrem Haus Sattlertorstraße Nummer 12. Margarete Steinmetz starb nach der Geburt eines Kindes, das ebenfalls starb, als er drei Jahre alt war. Der Vater heiratete wieder, die Kinder wuchsen beim Vater und der Stiefmutter Babette, geb. Stilkerich aus Oesdorf, zusammen mit den Geschwistern aus dieser Ehe, Anni und Hans, auf. Ab dem 2. Mai 1905 besuchte Andreas die Volksschule in Forchheim.
Von 1912 bis 1915 gab ihn der Vater in die Lehre zu Buchbindermeister Georg Zehendner in Ebern. 1916 legte Steinmetz in Forchheim die Gesellenprüfung mit der Note „sehr gut“ ab. 1917 wurde der Achtzehnjährige eingezogen, geriet 1918 in die Kämpfe in Flandern, konnte jedoch unverwundet zurückkehren und erhielt im März 1919 seine Entlassung aus dem Militär.

## Ausbildung und Beruf
Ab März 1919 arbeitete Andreas als Geselle in der Werkstatt seines Vaters. 1922 besuchte er die Kunstklasse der Berliner Buchbinder-Fachschule unter Paul Kersten. Im Oktober 1922 folgte die Meisterprüfung in Bamberg, ebenfalls mit der Note Eins. Noch im selben Monat fing er in der berühmten Werkstatt von Paul Demeter in Dresden-Hellerau an. Dort arbeitete er zusammen mit Wilhelm Kohnert, einer Kapazität im Buchbinder-Kunsthandwerk. Von Januar bis Oktober 1924 war Steinmetz Gehilfe in der ebenfalls sehr bekannten Buchbinderei von Johann Gerbers in Hamburg. Gleichzeitig besuchte er als Abendschüler die Landeskunstschule bei Franz Weisse. Ein anschließender Werkstattaufenthalt in Kleinlaufenburg führt ihn nahe der Schweizer Grenze in den Verlag Dr. Karl Hönn. Von Frühjahr bis November 1925 erweiterte er seine Kenntnisse in der Handbuchbinderei von Franz Tasche in Hannover (Franz Tasche verlegt später seinen Betrieb nach Wien). Von November 1925 bis September 1926 war Steinmetz als Handvergolder tätig in der Buchbinderei Bauereiß in Nürnberg. Im September 1926 beendete er seine praktische Weiterbildung und kehrte nach Forchheim zurück.
Der 27-jährige Buchbindermeister machte sich selbständig und eröffnete einen Laden in der Hornschuchallee 21 (Schreibwaren und Buchbinderei, wie sein Vater). Er lernte die aus Kaufbeuren stammende Leni Fichtmair bei den Verwandten Striegel/Bader kennen und heiratete sie am 22. September 1928 in Kaufbeuren. Die Kinder wurden dicht aufeinanderfolgend geboren: Johannes (Hans) am 23. September 1929, Anneliese am 14. November 1931, Karl am 9. Oktober 1932, Ludwig am 25. März 1934. 1939 wurde Andreas erneut eingezogen und in Rseszow/Polen eingesetzt, aber bereits am 18. November 1940 "uk" gestellt, was noch einmal 1944 geschah.

## Politische Laufbahn und Tod
Nach Kriegsende wurde er von den Amerikanern bereits am 30. Mai 1945 zum Beirat der Stadt Forchheim berufen. Bürgermeister war Fritz Ruckdeschel. 1946 erfolgte seine Wahl zum Stadtrat, unter Bürgermeister Konrad Karnbaum. Kurz darauf wurde Forchheim kreisfrei und Karnbaum Oberbürgermeister. Vom 3. Juli 1948 bis 31. März 1961 war Andreas Steinmetz Oberbürgermeister der Stadt Forchheim, zunächst ehrenamtlich, bis am 1. Mai 1956 die Berufung als hauptamtlicher OB erfolgte. Anfang 1961 gab er jedoch aus Gesundheitsgründen sein Amt auf, auf Anraten des Arztes, da er schwer herzkrank geworden war.
Am 21. Februar 1971 stirbt Andreas einen plötzlichen Herztod.

## Ehrungen
Steinmetz wurde 1961 das Bundesverdienstkreuz erster Klasse verliehen, vom Bezirk Oberfranken erhielt er 1967 die Ehrenmedaille, die Stadt Forchheim zeichnete ihn 1968 mit dem Ehrenbürgerrecht, das ihn zum Tragen des Ehrenbürgerrings berechtigte, aus.